# 앵커 (2019년 영화)
"앵커"는 2019년에 개봉한 대한민국의 영화이다.

## 캐스팅
- 박수연 : 한주 역
- 김동우 : 주철 역
- 윤성욱 : 윤재근 역
- 박채익 : 형사 역
- 박시후 : 영준 역
- 이해인 : 은혜 역
- 이승기 : 할아버지 역
- 김진모 : 다희아빠 역
- 김현서 : 다희 역
- 김리원 : 미나 역
- 김록경 : 배달원 역
- 박민지 : 주인집 아주머니 역
- 주은실 : 모텔주인 역
- 정성자 : 시골집 할머니 역
- 정성지 : 주철엄마 역
- 소영남 : 약초방 주인 역
- 김혜량 : 버스기사 역
- 서채훈 : 의사 역
- 왕민정 : 간호사 역

## 영화제 상영 및 수상내역
- 2018년 제14회 카잔국제이슬람영화제 특별초청
- 2018년 제19회 전주국제영화제 코리아 시네마스케이프
- 2018년 시네마디지털 경남 2019 폐막작
- 2018년 제11회 진주같은영화제 지역섹션 - 장편
- 2019년 제1회 평창국제평화영화제 한국경쟁
- 2020년 KBS독립영화관 방영
- 2020년 들꽃영화제 여우주연상 후보